# 루카스 프라토
루카스 다비드 프라토(스페인어: Lucas David Pratto, 1988년 6월 4일 ~ )는 아르헨티나의 축구 선수로 포지션은 스트라이커이다.